# UCI Continental Circuits
Die UCI Continental Circuits sind vom Weltradsportverband UCI zur Saison 2005 eingeführte kontinentale Rennserien unterhalb der UCI WorldTour (bis inkl. 2010: UCI ProTour) und der zur Saison 2020 eingeführten UCI ProSeries. Zu den UCI Continental Circuits gehören die UCI Africa Tour, die UCI America Tour, die UCI Asia Tour, die UCI Europe Tour und die UCI Oceania Tour.
An den Rennen der Serien dürfen – abhängig vom Kontinent und der UCI-Kategorie (1 und 2) – World Teams, Pro Teams, Continental Teams, sowie National-, Regional-, Vereins- und Mixedteams teilnehmen.

## Kontinentale Ranglisten
Zu jedem Continental Circuit erstellt die UCI eine Wertung für Fahrer, Teams und Nationen nach einem einheitlichen Reglement. Außer für die eigentlichen Rennen der Continental Circuits werden auch für nationale Meisterschaften und kontinentale Meisterschaften Punkte vergeben. Dies galt bis zum Ende der Saison 2016 auch für Weltmeisterschaften und olympische Wettbewerbe, sofern diese Rennen auf dem jeweiligen Kontinent stattfanden.
Bis zur Saison 2015 wurden die Wertungen auf kalenderjährlicher Basis errechnet. Mit Beginn der Saison 2016 wurde die Fahrerwertung auf Basis der vergangenen 52 Wochen umgestellt.
Bis zum Jahresende 2018 wurden die Ergebnisse aller Fahrer in einem Continental Circuit gewertet wurden, so dass Fahrer in verschiedenen kontinentalen Ranglisten erscheinen konnten. Seit Jahresbeginn 2019 zählen nur die Ergebnisse der Fahrer eines nationalen Verbands des entsprechenden Kontinents. Die Punkteskalen ergeben sich nunmehr aus der UCI-Weltrangliste. Die Ergebnisse der 10 besten Fahrer eines UCI ProTeams oder UCI Continental Team werden für die Berechnung der Mannschaftswertung herangezogen; die besten acht Fahrer eines Verbands zählen weiterhin zur Nationenwertung.